# Henri de Montaut
Henri de Montaut (n. 1825 sau 1830 – d. 1890  sau 1900 ) a fost un desenator, gravor și ilustrator francez din secolul al XIX-lea. El a semnat uneori Henri de Hem, Monta sau Hy.

## Carieră

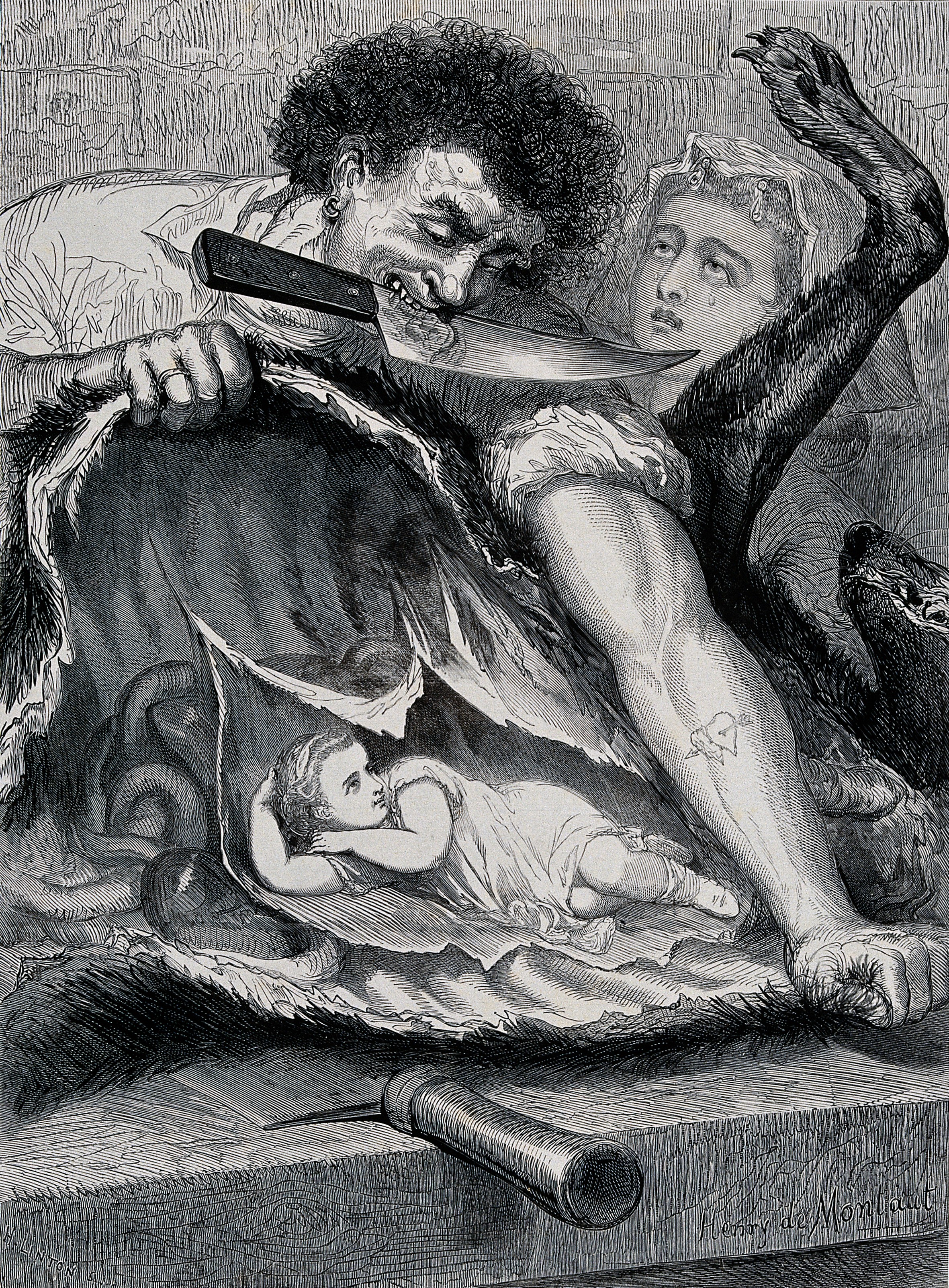
Ilustrație pentru Scufița roșie (Librairie du Petit Journal, 1865).

Henri de Montaut este amintit, împreună cu alți artiști ca Édouard Riou sau George Roux, pentru ilustrarea edițiilor franceze ale romanelor din seria Voyages extraordinaires de Jules Verne.
A colaborat la Le Journal illustré pentru care a fost pentru o perioadă de timp redactor-șef, precum și la La Vie Parisienne.
În 1883 a devenit redactor-șef al publicației L Art et la mode, journal de la vie mondaine.